# Цилиндричен барабан
Цилиндричен барабан е музикален перкусионен инструмент от групата на мембранофонните инструменти.
Цилиндричният барабан често може да бъде видян заедно с останалите барабани, а именно: голям барабан, малък и провансалски барабан, като най-честата комбинация е цилиндричен барабан и провансалски барабан.
- Бомбо е вид цилиндричен барабан има аржентински произход.

Дариус Мийо използва и четирите разновидности заедно в своето произведение „Концерт за ударни инструменти и камерен оркестър“.